# Ferdinand Vandeveer Hayden

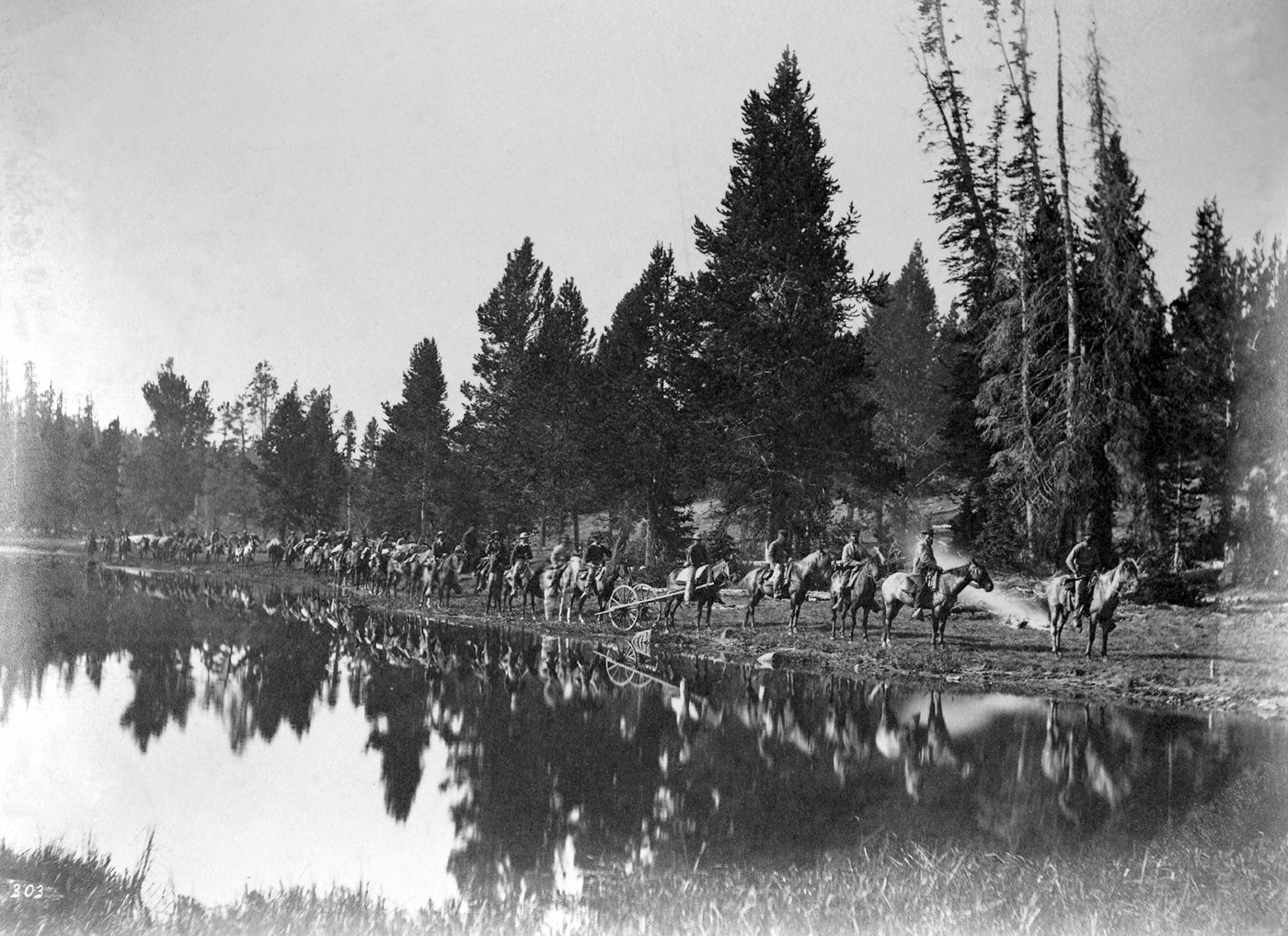
William Henry Jackson: Expedice F. V. Haydena, Wyoming

Dr. Ferdinand Vandeveer Hayden (7. září 1829, Westfield, Massachusetts – 22. prosince 1887, Filadelfie) byl americký geolog známý pro své průkopnické průzkumné expedice Skalistých hor ke konci 19. století.

## Život a dílo
Vystudoval medicínu Oberlin College (1850) a Albany Medical College (1853). Díky vlivu svého profesora Jamese Halla, státního newyorského geologa, se Hayden stal součástí výpravy do Nebrasky. V roce 1856 zahájil pro vládu Spojených států průzkum 109 západních teritorií. Stal se tak objevitelem prvních dinosauřích fosilií na území Severní Ameriky (roku 1856 v oblasti budoucího státu Montana). Během občanské války byl aktivně zaměstnán jako armádní chirurg a stal se vrchním lékařským důstoníkem v Shenandoah. V roce 1867 byl jmenován vedoucím amerického geologického a geografického průzkumu teritorií. V roce 1877 vydal Geografický atlas Colorada.
V roce 1871 vedl geologickou výpravu do yellowstonské oblasti severozápadního Wyomingu. O rok později sehrál klíčovou roli v přesvědčení Kongresu pro založení prvního amerického národního parku – Yellowstonu. Na Haydenovu počest nese v Yellowstonském národním parku jeho jméno jedno údolí.
Po reorganizaci a založení USGS (United States Geological Survey) v roce 1879 působil sedm let jako jeden z geologů institutu. Zemřel v prosinci 1887 ve Filadelfii. Na jeho počest nese jeho příjmení město v Coloradu a řada vrcholků hor po celých Spojených státech.

## Vybrané dílo
- Sun Pictures of Rocky Mountain Scenery (1870)
- The Yellowstone National Park (1876)
- The Great West: its Attractions and Resources (1880)